# Heterocerus stastnyi
Heterocerus stastnyi là một loài bọ cánh cứng trong họ Heteroceridae. Loài này được Skalicky năm Mascagnil & Skalicky miêu tả khoa học đầu tiên năm 2007.